# 계단 함수
수학에서 계단 함수(階段函數, 영어: step function) 또는 조각마다 상수 함수(-常數函數, 영어: piecewise-constant function)는 정의역을 적절한 유한 개의 구간으로 분할하였을 때 각 구간에서 상수 함수가 되는 함수이다.

## 정의
실수 부분 집합 {\displaystyle A\subseteq \mathbb {R} }의 지시 함수는 다음과 같다.
{\displaystyle 1_{A}\colon \mathbb {R} \to \mathbb {R} }
{\displaystyle 1_{A}\colon x\mapsto {\begin{cases}1&x\in A\\0&x\in \mathbb {R} \setminus A\end{cases}}}

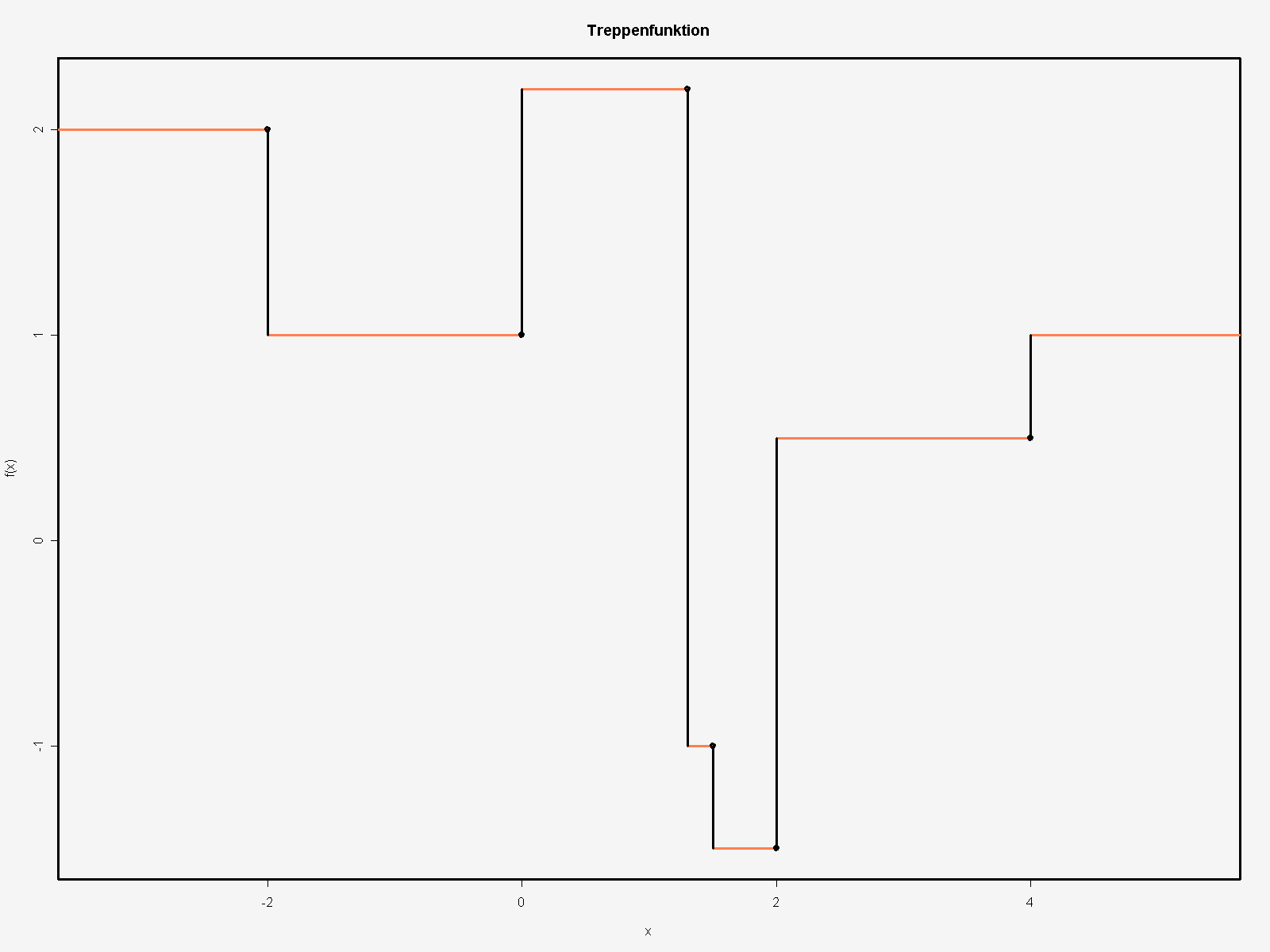

계단 함수는 다음과 같은 꼴의 함수를 뜻한다.
{\displaystyle s\colon \mathbb {R} \to \mathbb {R} }
{\displaystyle s=\sum _{k=1}^{n}c_{k}1_{I_{k}}=c_{1}1_{I_{1}}+\cdots c_{n}1_{I_{n}}}
여기서 {\displaystyle c_{1},\dots ,c_{k}\in \mathbb {R} }는 실수들이며, {\displaystyle I_{1},\dots ,I_{k}\subseteq \mathbb {R} }는 실수 구간들이다.

## 성질

### 연산에 대한 닫힘
두 계단 함수의 합과 곱은 여전히 계단 함수이다. 이에 따라 구간 {\displaystyle I} 위의 계단 함수의 집합은 실수체 위의 대수를 이룬다.

### 미분
계단 함수는 유한 개의 점을 제외하면 미분 가능하며, 모든 미분 가능점에서의 미분은 0이다.

### 적분
계단 함수의 부정적분은 조각마다 일차 함수이다.
계단 함수의 르베그 적분은 다음과 같다.
{\displaystyle \int \sum _{k=1}^{n}c_{k}1_{I_{k}}\mathrm {d} \mu =\sum _{k=1}^{n}c_{k}\mu (I_{k})}
여기서 {\displaystyle \mu }는 르베그 측도이다.

## 예
함수
{\displaystyle s\colon \mathbb {R} \to \mathbb {R} }
{\displaystyle s\colon x\mapsto {\begin{cases}0&x\in (-\infty ,0)\\5&x\in [0,1)\\-1&x=1\\2&x\in (1,2)\\9&x\in [2,3]\\0&x\in (3,\infty )\end{cases}}}
는 계단 함수이다.

## 같이 보기
- 시그모이드 함수
- 단순 함수
- 단위 계단 함수